# Michelangelo Bedini
Michelangelo Zaccaria Mariano Bedini (Ostra, 15 dicembre 1904 – Roma, 1973) è stato un pittore italiano, appartenente alla famiglia di decoratori e pittori Bedini.
Formatosi presso la bottega del padre Attilio, si trasferì dopo la I guerra mondiale a Roma per frequentare l'Accademia delle Belle Arti.
Nel 1929 sposò Filomena Castellucci.
Rimase per lunghi anni a Roma dove ottenne parecchie committenze tra cui la decorazione della cappella della Madonna del Pozzo in via del Corso, i mosaici della cappella B. Pucci nel convento di San Marcello al Corso, due mosaici (San Cirillo e San Metodio) nella Basilica di San Pietro.
Operò anche all'estero realizzando mosaici per la cattedrale di San Paolo in Minnesota (USA), la cattedrale di Porto Alegre (Brasile) e la chiesa dei Cappuccini a Marsa (Malta)
Morì a Roma nel 1973 nel pieno della sua attività.

## Opere
Dipinti di arte sacra di Michelangelo Bedini sono presenti nelle seguenti chiese:
- nelle Marche:
  - chiesa dei cappuccini e chiesa della sacra famiglia (salesiani) ad Ancona
  - duomo a Fabriano
  - chiesa dei servi di Maria a Montefano
  - chiesa di sant'Antonio a Morro d'Alba
  - chiesa dei minori francescani a Offida
  - chiesa di san Girolamo di Ortezzano
  - duomo, chiesa di Santa Chiara, chiesa di Santa Croce e monastero delle passioniste a Ripatransone
  - chiesa di San Giuseppe di San Benedetto del Tronto
  - chiesa dei padri cappuccini di Sassoferrato
  - chiesa del Portone, chiesetta di San Sebastiano e chiesa di San Martino di Senigallia
  - chiesa di Santa Maria di Piazza di Loro Piceno (ciclo perduto nel 1972)
- nel Lazio:
  - chiesa delle suore missionarie Sacro Cuore (attuale hotel Villa Ariccia) a Ariccia
  - chiesa di Santa Maria Assunta a Gavignano
  - chiesa di San Pietro a Montelanico
  - chiesa di Santa Maria in Via, Convento di San Marcello al Corso, Collegio del preziosissimo sangue, Basilica di San Pietro, Casa generalizia dei crociferi, Seminario inglese a Roma
  - chiesa di santa Lucia a Segni
  - chiesa dei padri redentoristi a Scifelli di Veroli
- in altre regioni d'Italia:
  - chiesa di Santa Maria Assunta a Gavignano
  - chiesa dei padri del preziosissimo sangue a Giano
  - chiesa parrocchiale a Carsoli
  - chiesa parrocchiale a Sant'Egidio alla Vibrata
  - chiesa di Padre Pio a San Giovanni Rotondo
  - monte senario a Firenze
  - chiesa dell'Immacolata a Catanzaro
- Fuori d'Italia:
  - cattedrale di San Paolo in Minnesota (USA)
  - cattedrale di Porto Alegre (Brasile)
  - chiesa dei Cappuccini a Marsa (Malta)